# العلاقات الفيجية الناوروية
العلاقات الفيجية الناوروية هي العلاقات الثنائية التي تجمع بين فيجي وناورو.

## مقارنة بين البلدين
هذه مقارنة عامة ومرجعية للدولتين:
| وجه المقارنة                                              | فيجي                                                                 | ناورو                          |
| --------------------------------------------------------- | -------------------------------------------------------------------- | ------------------------------ |
| المساحة (كم2)                                             | 18.27 ألف                                                            | 21                             |
| عدد السكان (نسمة)                                         | 915.30 ألف                                                           | 10.08 ألف                      |
| الكثافة السكانية (ن./كم²)                                 | 50.1                                                                 | 48.00 ألف                      |
| العاصمة                                                   | سوفا                                                                 | ضاحية يارين                    |
| اللغة الرسمية                                             | لغة إنجليزية، اللغة الفيجية، اللغة الفيجي الهندية، اللغة الهندستانية | اللغة الناورونية، لغة إنجليزية |
| العملة                                                    | دولار فيجي                                                           | دولار أسترالي                  |
| الناتج المحلي الإجمالي (بليون دولار)                      | 5.06 مليار                                                           | 113.88 مليون                   |
| الناتج المحلي الإجمالي (تعادل القوة الشرائية) بليون دولار | 8.32 مليار                                                           | 162.98 مليون                   |
| الناتج المحلي الإجمالي الاسمي للفرد دولار أمريكي          | 4.96 ألف                                                             | 9.83 ألف                       |
| الناتج المحلي الإجمالي للفرد دولار أمريكي                 | 8.79 ألف                                                             |                                |
| مؤشر التنمية البشرية                                      | 0.727                                                                |                                |
| رمز المكالمات الدولي                                      | +679                                                                 | +674                           |
| رمز الإنترنت                                              | .fj                                                                  | .nr                            |
| المنطقة الزمنية                                           | ت ع م+12:00                                                          | ت ع م+12:00                    |

## منظمات دولية مشتركة
يشترك البلدان في عضوية مجموعة من المنظمات الدولية، منها:
| علم المنظمة | اسم المنظمة                                 | تاريخ انضمام فيجي | تاريخ انضمام ناورو |
| ----------- | ------------------------------------------- | ----------------- | ------------------ |
|             | يونسكو                                      | 14 يوليو 1983     | 17 أكتوبر 1996     |
|             | بنك التنمية الآسيوي                         | 1970              | 1991               |
|             | منظمة حظر الأسلحة الكيميائية                | ?                 | ?                  |
|             | الاتحاد البريدي العالمي                     | ?                 | ?                  |
|             | منظمة الشرطة الجنائية الدولية               | ?                 | ?                  |
|             | الأمم المتحدة                               | 13 أكتوبر 1970    | 14 سبتمبر 1999     |
|             | الاتحاد الدولي للاتصالات                    | 5 مايو 1971       | 10 يونيو 1969      |
|             | مجموعة دول أفريقيا والكاريبي والمحيط الهادئ | ?                 | ?                  |
|             | تحالف الدول الجزرية الصغيرة                 | ?                 | ?                  |

## وصلات خارجية
- موقع وزارة الخارجية الفيجية